# Грюнвальд (Баварія)
Грюнвальд (нім. Grünwald) — громада в Німеччині, розташована в землі Баварія. Підпорядковується адміністративному округу Верхня Баварія. Входить до складу району Мюнхен.
Площа — 7,63 км2. Населення становить 11 303 ос. (станом на 31 грудня 2020).